# 米哈尔·比莱克
米哈尔·比莱克（捷克語：Michal Bílek，1965年4月13日—），捷克男子足球运动员，司职中场。他曾代表捷克斯洛伐克国家队参加1990年国际足联世界杯，结果队伍止步八强。